# Winfield W. Scott III

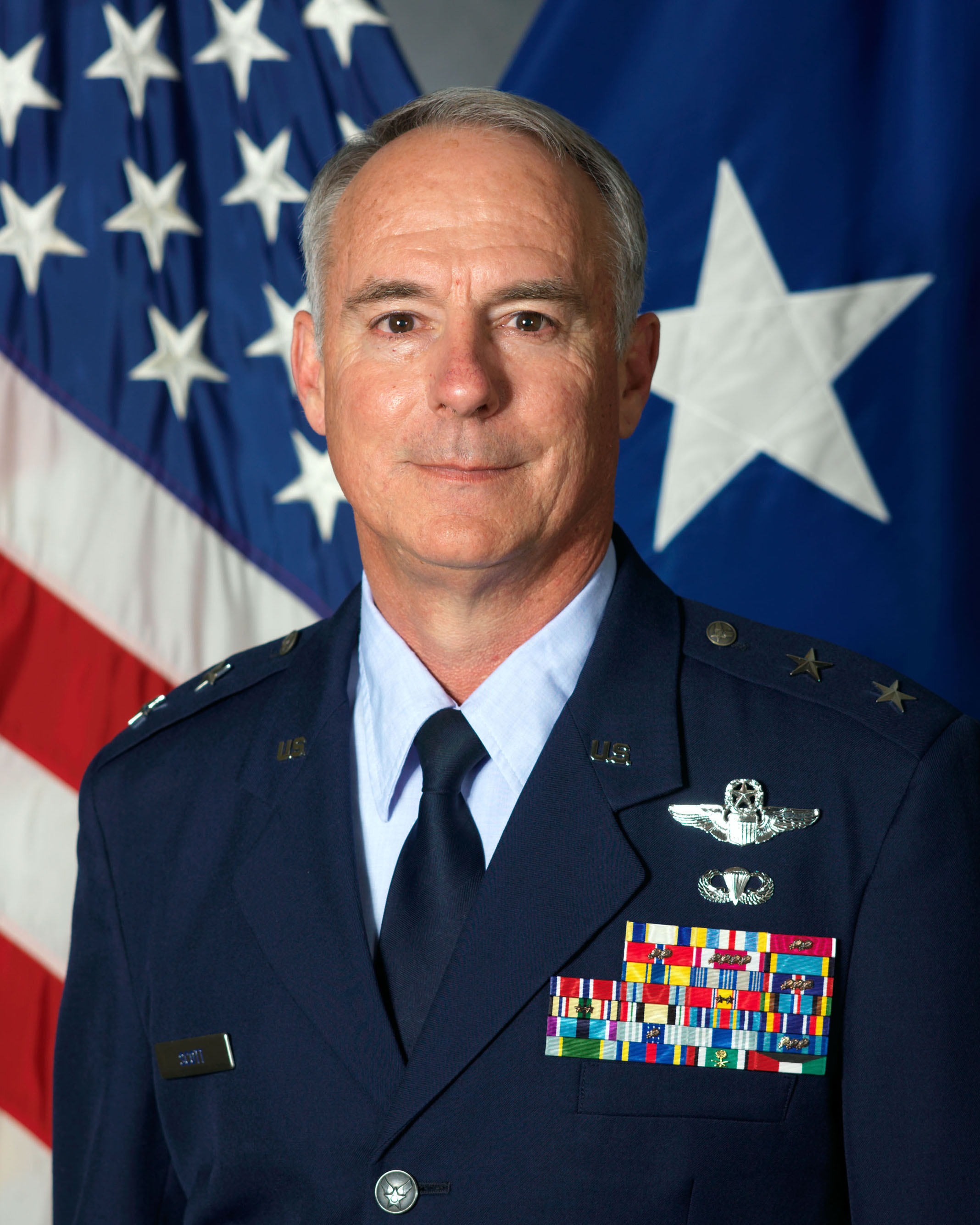
Winfield W. Scott III (2009)

Winfield Wayne Scott III (* 27. Mai 1952 in Ohio) ist ein pensionierter Generalmajor der United States Air Force. Er war unter anderem Kommandeur der 18. Luftflotte.
Er ist ein Sohn von Generalleutnant Winfield W. Scott Jr. (1927–2022) der unter anderem zwischen 1983 und 1987 Leiter (Superintendent) der United States Air Force Academy war. In den Jahren 1970 bis 1974 durchlief der jüngere Scott die United States Military Academy in West Point. Anschließend entschied er sich für eine Laufbahn in der Air Force. In dieser durchlief er anschließend alle Offiziersränge vom Leutnant bis zum Zwei-Sterne-General.
Im Lauf seiner militärischen Karriere absolvierte er verschiedene Kurse und Schulungen. Dazu gehörten unter anderem eine Ausbildung zum Kampfpiloten und weitere Fortbildungskurse als Pilot neuer Flugzeugtypen; die Squadron Officer School auf der Maxwell Air Force Base in Alabama; das Air Command and Staff College, ebenfalls auf der Maxwell AFB, und das National War College in Fort Lesley J. McNair in Washington, D.C. Außerdem erhielt er einen akademischen Grad von der Webster University.
In seinen frühen Jahren als Offizier der Luftwaffe war er auf verschiedenen Stützpunkten in den Vereinigten Staaten stationiert. Dabei war er als Pilot, Flugausbilder oder Stabsoffizier bei unterschiedlichen Einheiten tätig. Dazwischen absolvierte er die erwähnten Schulungen. Als Stabsoffizier war er unter anderem im Hauptquartier der Air Force tätig.
Zwischen Februar 1991 und August 1992 kommandierte Winfield Scott III auf der Charleston Air Force Base in South Carolina die 437. Lufttransportkontroll-Schwadron (437th Airlift Control Squadron). Danach übernahm er auf der McGuire Air Force Base in New Jersey das Kommando über die 18. Transportschwadron (18th Airlift Squadron), das er bis zum Juni 1994 innehatte. Nach seinem anschließenden und bis zum Juni 1995 andauernden Studium am National War College wurde Scott zum Fort Bragg in North Carolina versetzt. Dort leitete er zwischen Juli 1995 und August 1997 die Stabsabteilung für Logistik (Director of Logistics) des United States Joint Special Operations Commands.
Sein nächster Auftrag führte ihn nach Japan. Auf der dortigen Yokota Air Base kommandierte Winfield Scott III zwischen August 1997 und August 1999 die 374th Operations Group. Daran schloss sich eine Versetzung zur Laughlin Air Force Base in Texas an. Zwischen August 1999 und Dezember 2000 kommandierte er dort das 47. Flugausbildungsgeschwader (47th Flying Training Wing). Danach wurde er Generalinspekteur des United States Transportation Commands und des Air Mobility Commands, die beide auf der Scott Air Force Base in Illinois angesiedelt sind. Diese Aufgaben nahm er bis zum November 2001 wahr.
Es folgte eine Versetzung zur Pope Air Base Force in North Carolina. Im November 2001 übernahm er dort den Oberbefehl über das 43. Transportgeschwader (43rd Airlift Wing), den er bis zum November 2003 behielt. Allerdings war diese Zeit durch einen Einsatz im Nahen Osten unterbrochen. Zwischen März und Mai 2003 kommandierte er dort das 64. Luftexpeditionsgeschwader (64th Air Expeditionary Wing), das im Irakkrieg eingesetzt war. Zwischen November 2003 und Mai 2005 gehörte Scott in unterschiedlichen Funktionen der Stabsabteilung für Planungen und Operationen im Hauptquartier der Air Force an.
Es folgte eine Rückkehr zur Scott AFB, wo er zwischen Juni 2005 und Januar 2007 den Tanker Airlift Control Center leitete. Anschließend wurde er nach Bagdad im Irak verlegt. Dort leitete er zwischen Januar 2007 und Januar 2008 die Stabsabteilung für strategische Kommunikation der Multinationalen Streitkräfte (Deputy Chief of Staff, Strategic Communications, Multi-National Force-Iraq). Es folgte eine weitere Rückkehr zur Scott AFB in Illinois. Dort war er ab Januar 2008 bis zum Juni des gleichen Jahres als special assistant to the Commander Stabsoffizier beim Air Mobility Command.
Im Juni 2008 übernahm er als Nachfolger von James A. Hawkins das Kommando über die 18. Luftflotte. Dieses Amt bekleidete er bis zum August 2009, als er von Robert R. Allardice abgelöst wurde. Anschließend schied er aus dem aktiven Militärdienst aus.
Während seiner aktiven Zeit als Militärpilot absolvierte er über 5600 Flugstunden auf verschiedenen Flugzeugtypen.

## Daten der Beförderungen
| Abzeichen | Rang               | Jahr              |
| --------- | ------------------ | ----------------- |
|           | Second Lieutenant  | 5. Juni 1974      |
|           | First Lieutenant   | 5. Juni 1976      |
|           | Captain            | 5. Juni 1978      |
|           | Major              | 1. November 1985  |
|           | Lieutenant Colonel | 1. Oktober 1990   |
|           | Colonel            | 1. August 1996    |
|           | Brigadier General  | 1. August 2002    |
|           | Major General      | 1. September 2005 |

## Orden und Auszeichnungen
Winfield Scott III erhielt im Lauf seiner militärischen Laufbahn unter anderem folgende Auszeichnungen:
- Air Force Distinguished Service Medal
- Defense Superior Service Medal
- Legion of Merit
- Bronze Star Medal
- Meritorious Service Medal
- Aerial Achievement Medal
- Air Force Commendation Medal
- Air Force Achievement Medal
- Combat Readiness Medal
- Southwest Asia Service Medal
- Iraq Campaign Medal
- Global War on Terrorism Expeditionary Medal
- Global War on Terrorism Service Medal
- Humanitarian Service Medal
- Kuwait Liberation Medal (Saudi-Arabien)
- Kuwait Liberation Medal (Kuwait)